# 훌리오 올라이솔라
훌리오 안토니오 올라이솔라 로드리게스(스페인어: Julio Antonio Olaizola Rodríguez, 1950년 12월 25일, 바스크 주 라사르테-오리아 ~)는 스페인의 전직 축구 선수로, 현역 시절 좌측 수비수로 활약했다.

## 클럽 경력
기푸스코아 도 라사르테-오리아 출신인 올라이솔라는 현역 시절 전부를 레알 소시에다드에서 보냈다. 그는 테르세라 디비시온의 2군에서 신고식을 치르고 5년을 활약했다.
올라이솔라는 1974-75 시즌에 1군으로 승격되었지만, 그 다음 시즌이 되어서야 라 리가 신고식을 치를 수 있었는데, 그는 1975년 9월 6일에 3-2로 이긴 베티스와의 안방 경기를 90분 소화하며 첫 라 리가 경기를 치렀다. 그는 호세 안토니오 이룰레기 감독의 지도 하에 부동의 주전으로 거듭났고, 알베르토 오르마에체아 감독의 임기에는 1980년대 초 2년 연속으로 리그를 우승하였고, 같은 시기에 도합 58번의 경기에 출전해 1골을 기록했다.
올라이솔라는 34세였던 1985년에 은퇴하였다. 그는 모든 대회를 통틀어 327번의 경기에 출전하였는데, 단 한 번도 친정 구단을 떠난 적이 없다.

## 사생활
훌리오 올라이솔라의 남동생 하비에르(그보다 19살 아래)도 축구 선수로, 수비수로 활약했다. 그는 현역 시절 대부분을 마요르카에서 보냈다.

## 수상
- 라 리가: 1980–81, 1981–82
- 수페르코파 데 에스파냐: 1982

## 같이 보기
- 원클럽맨 명단